# Formica pressilabris
Espèce
Formica pressilabris est une espèce de fourmis du genre Formica.

## Systématique
L'espèce a été décrite pour la première fois en 1846 par le botaniste et entomologiste finlandais Wilhelm Nylander.
Le nom valide complet (avec auteur) de ce taxon est Formica pressilabris Nylander, 1846.
Formica pressilabris a pour synonymes :
- Coptoformica pressilabris
- Formica exsecta subsp. pressilabris Nylander, 1846

## Répartition
Formica pressilabris est une espèce répandue dans toute l'Europe, de la Russie à la Belgique et de la Finlande à l'Espagne. Elle se rencontre également en Asie, de l'Arménie à la Mongolie.
Les spécimens de Formica pressilabris ont été trouvés à des altitudes comprises entre 1 250 et 2 250 m.